# Rising Auto
Rising Auto (кит. 飞凡汽车, Feifan Auto) — подразделение китайской компании SAIC Motor, а также одноимённая марка электромобилей данной торговой марки.

## История
Компания Rising Auto была основана в 2020 году. До октября 2021 года компания называлась Roewe R, а позднее была переименована в Feifan. Чтобы дать букве R осмысленное название, компания получила название Rising Auto. Первым автомобилем компании является R7, следом был представлен F7.

## Продукция
- Rising Auto ER6 (с 2020) — компактный автомобиль.
- Rising Auto Marvel R (с 2020) — компактный внедорожник.
- Rising Auto R7 (с 2022) — среднеразмерный внедорожник[3].
- Rising Auto F7 (с 2023) — седан бизнес-класса[4].

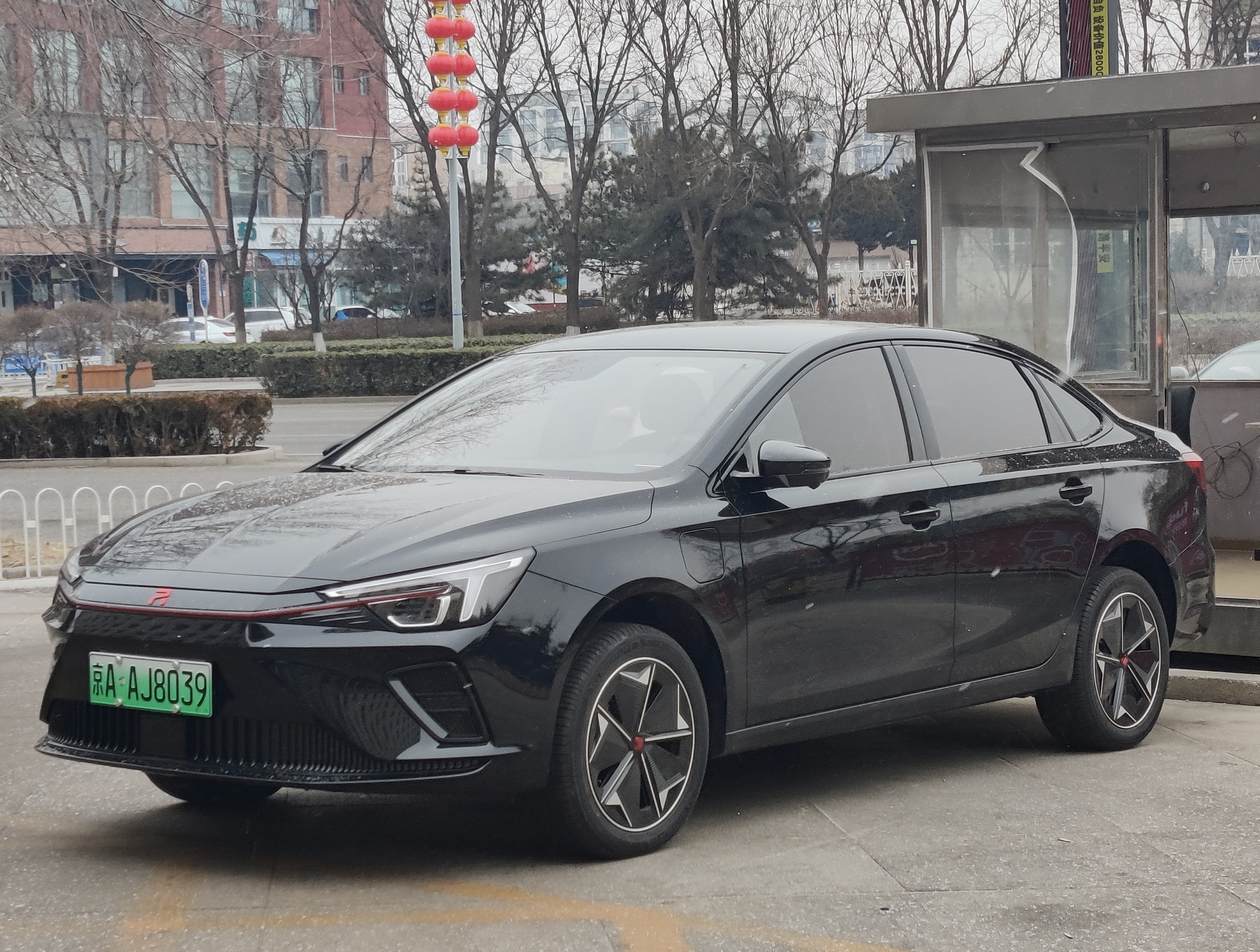
Rising Auto ER6
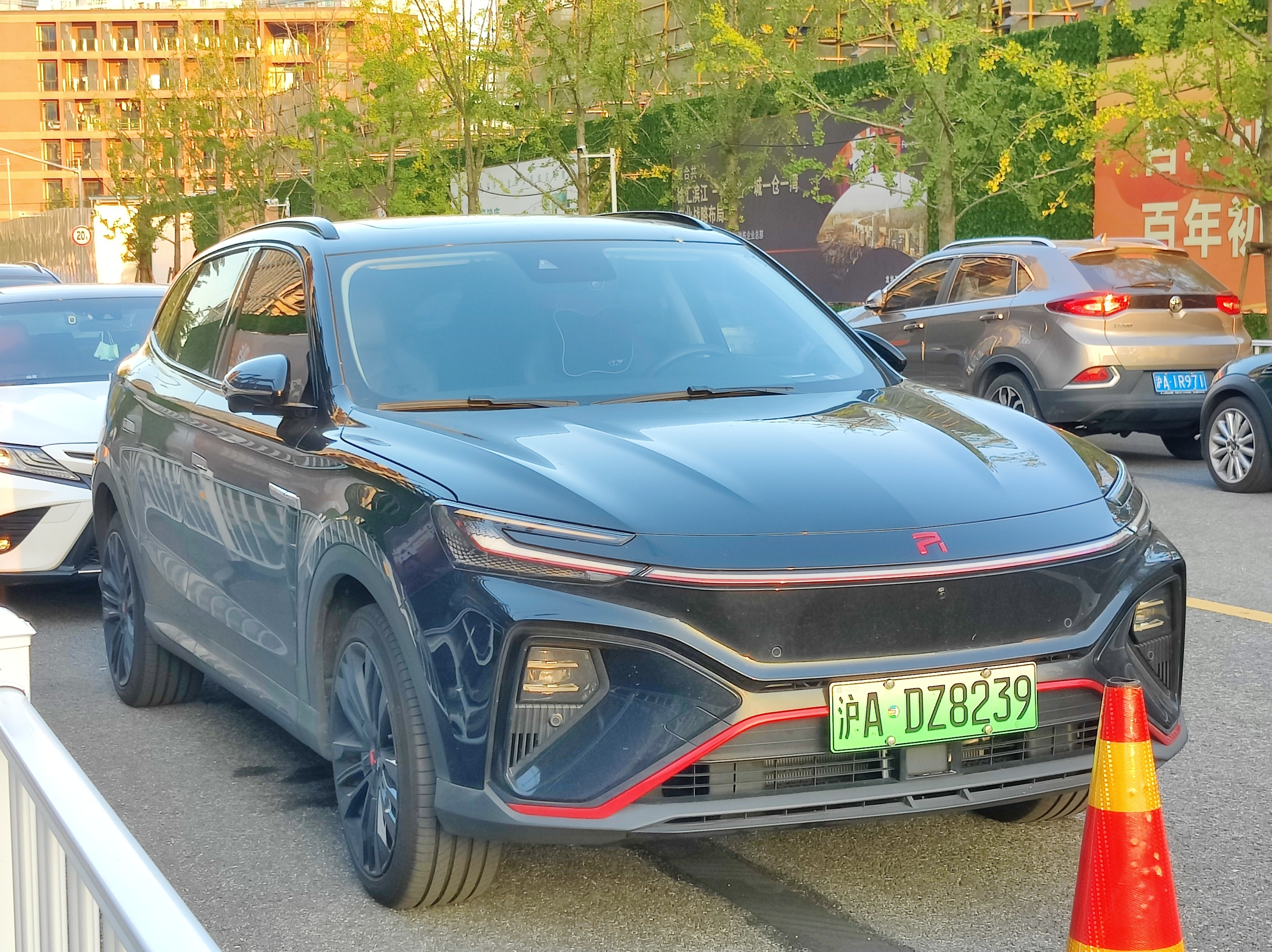
Rising Auto Marvel R
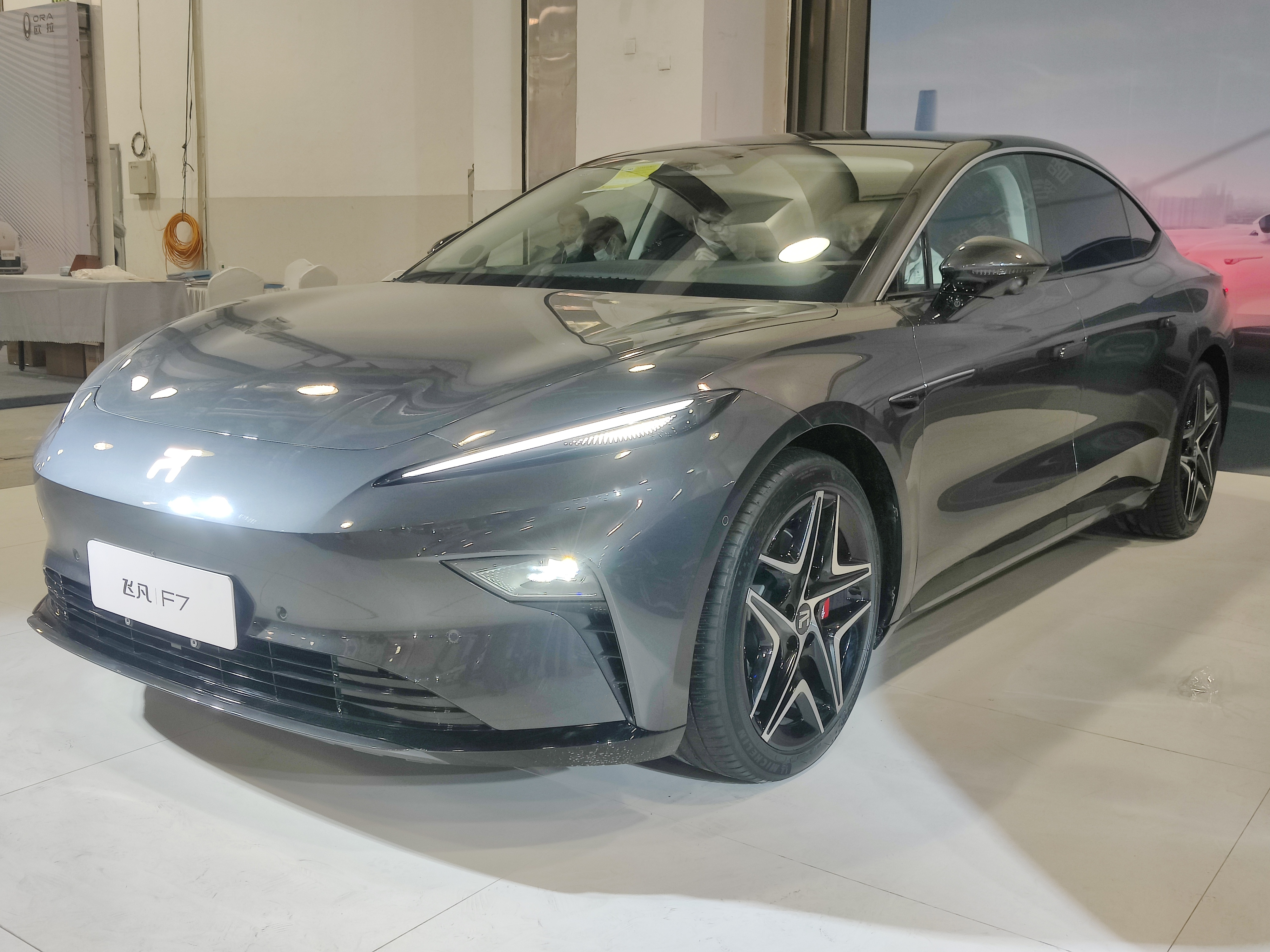
Rising Auto F7
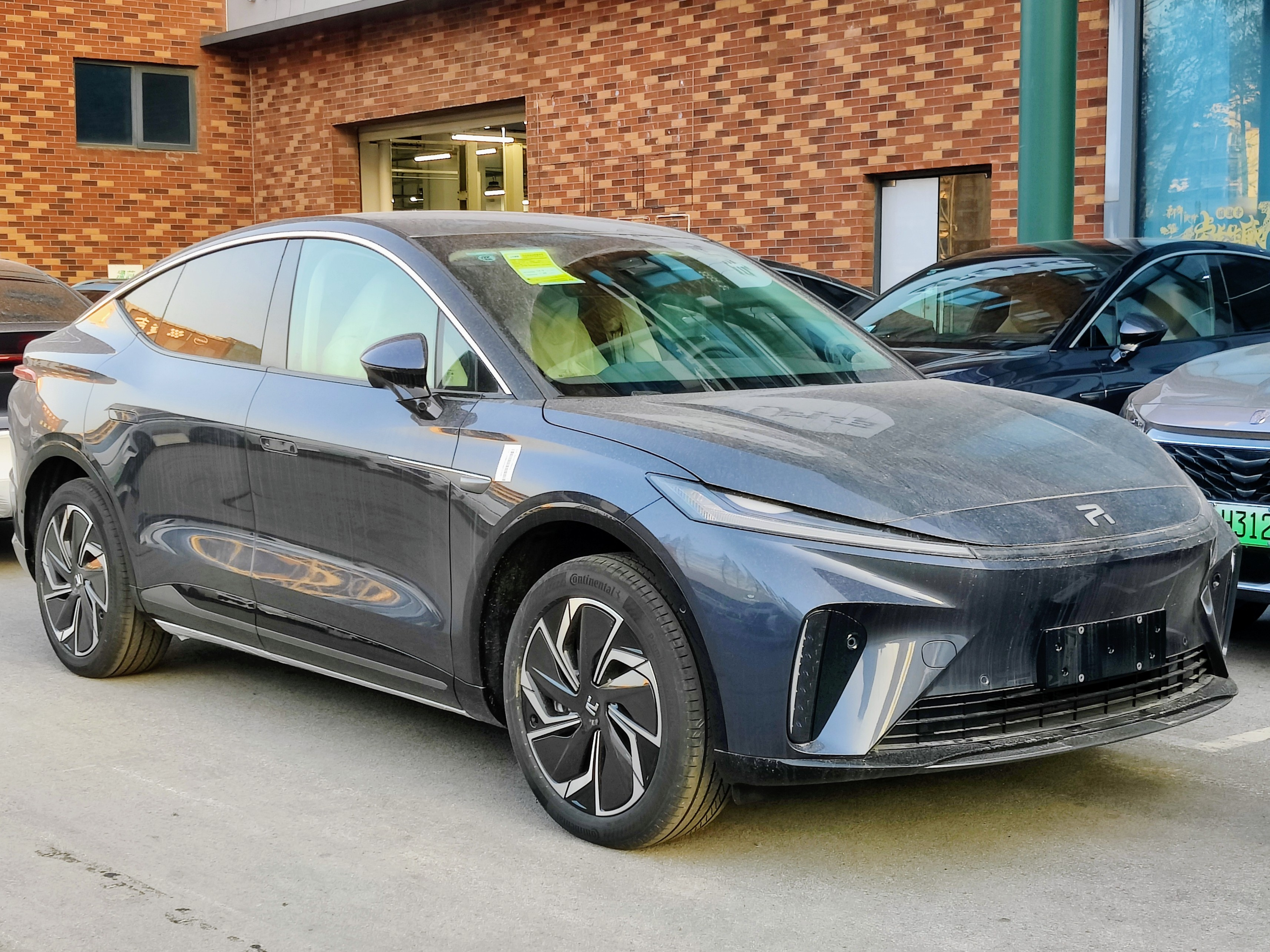
Rising Auto R7
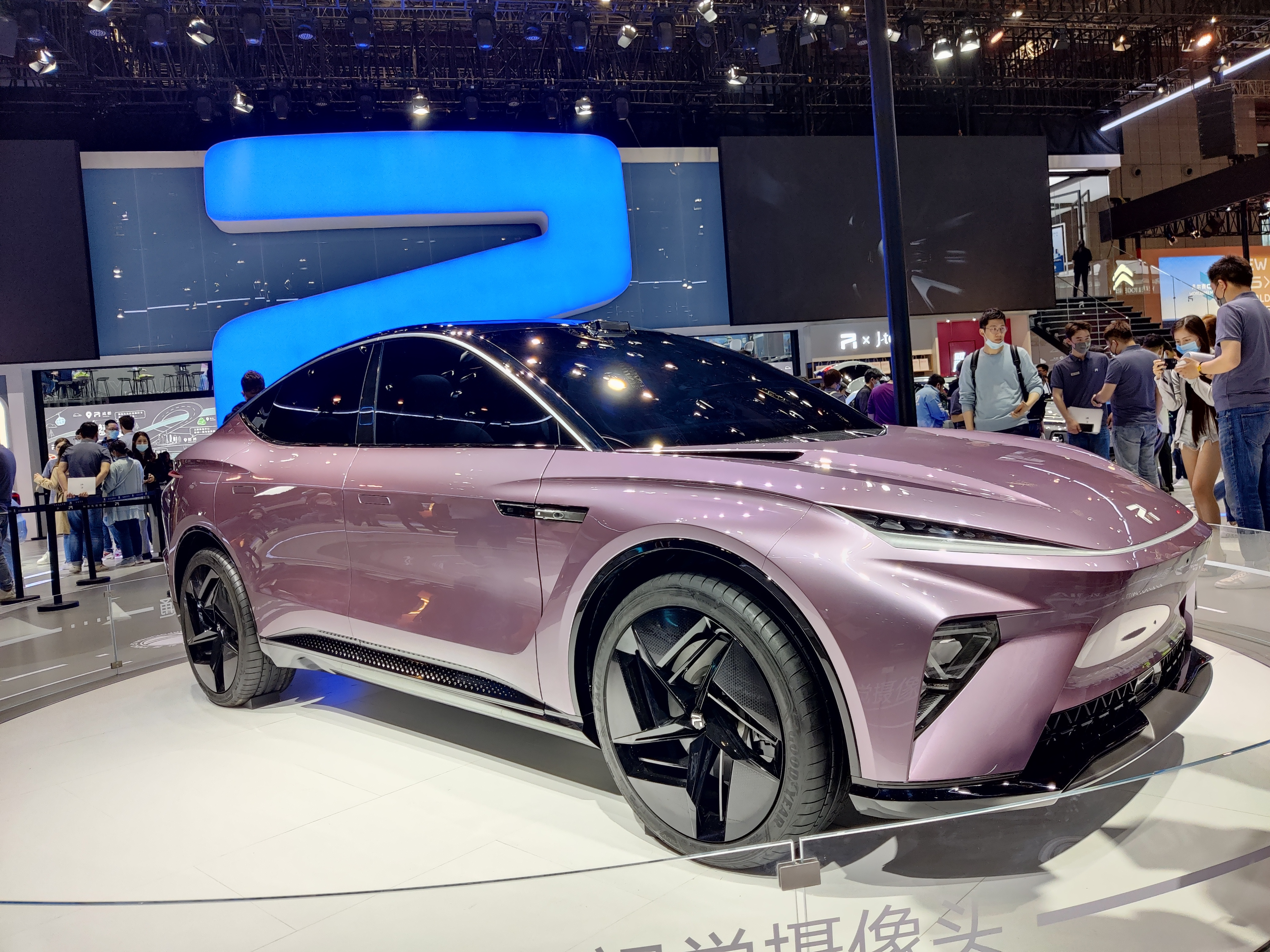
Rising Auto ES33